# 和順駅
和順駅（ファスンえき）は、大韓民国全羅南道和順郡にある韓国鉄道公社（KORAIL）慶全線の駅である。

## 駅構造
- 島式ホーム1面2線の地上駅。

## 歴史
- 1930年12月25日 - 普通駅として営業開始[1]。
- 2003年6月18日 - 駅舎を新築。
- 2022年1月1日：和順線廃止[2]。

## 隣の駅
韓国鉄道公社
慶全線
綾州駅 - 和順駅 - (南平駅) - 孝泉駅
和順線（廃線）
和順駅 - (南和順駅)